# Bagnacavallo
Bagnacavallo är en ort och kommun i provinsen Ravenna i regionen Emilia-Romagna i Italien. Kommunen hade 16 714 invånare (2018).